# قانون مدني موحد
القانون المدني الموحد (بالإنجليزية: Uniform civil code)‏: هو موضع جدل المستمر حول تفويض الدستور الهندي لاستبدال قوانين الأحوال الشخصية المستندة إلى النصوص المقدسة والأعراف الخاصة بالجماعات الدينية الأكبر في الهند بمجموعة موحدة من القواعد تحكم جميع المواطنين. تتطلع المادة رقم 44 من المبادئ التوجيهية إلى أن تطبق الدولة هذه القوانين عند صياغة سياساتها للدولة.
بصرف النظر عن أهميتها باعتبارها قضية متعلقة بالعلمانية في الهند، والحق الأساسي في ممارسة الشعائر الدينية الواردة في المادة 25، أصبحت هذه القضية واحدة من أكثر الموضوعات إثارة للجدل في المجال السياسي الراهن بعد قضية النفقة الشهيرة المعروفة باسم قضية شاه بانو في عام 1985. على الرغم من أن المادة 44 من الدستور الهندي تحتوي قانونًا مدنيًا موحدًا لجميع المواطنين، أُثيرت قضية ساخنة بشأن مسألة تطبيق بعض القوانين على جميع المواطنين، دون الانتقاص من حقهم الأساسي في ممارسة شعائرهم الدينية. رُكِّز النقاش بعد ذلك على قانون الأحوال الشخصية للمسلمين -الذي يستند جزئيًا إلى الشريعة الإسلامية- والسماح بالطلاق من جانب واحد، وتعدد الزوجات لتصبح ممارسة الأحوال الشخصية تطبيقًا قانونيًا للشريعة الإسلامية.
تتباين قوانين الأحوال الشخصية عن القانون العام، وتشمل قوانين تخص الزواج والطلاق والميراث والتبني والنفقة. يُطبق في غوا قانون أسرة عام، وبالتالي تكون الولاية الهندية الوحيدة التي لديها قانون مدني موحد. يجيز قانون الزواج الخاص لعام 1954 -وهو قانون صدر عن البرلمان الهندي ينظم الزواج بين شخصين بغض النظر عن الدين أو المعتقد الذي يتبعه أي من الطرفين- لأي مواطن عقد زواج مدني خارج نطاق أي قانون أحوال شخصية ديني بعينه.
صِيغت قوانين الأحوال الشخصية أول مرة خلال فترة الراج البريطاني خصيصًا لأجل الهندوس والمسلمين. خشِيَ البريطانيون معارضة قادة الجماعات الدينية المحلية، وأحجموا عن التدخل بشكل زائد في هذا الشأن الداخلي.
كانت النساء الناشطات أوَل من طالب بوضع قانون مدني موحد في بدايات القرن العشرين، بهدف تعزيز حقوق المرأة والمساواة والعلمانية. أُجري عدد قليل من الإصلاحات القانونية لتحسين وضع المرأة -خاصة الأرامل الهندوس- قبل أن تنال الهند استقلالها عام 1947. في عام 1956، أقر البرلمان الهندي مشروع قانون هندوسي وسط معارضات شديدة. رغم مطالب رئيس الوزراء جواهر لال نهرو وأنصاره والناشطات بوضع قانون مدني موحد، تعين عليهم في النهاية قبول الحل الوسط المتمثل في إضافته إلى المبادئ التوجيهية لسياسة الدولة؛ لمعارضة الأعضاء المسلمين في الجمعية التأسيسية في الهند.

## الهند البريطانية (1858-1947)
يعود النقاش حول القانون المدني الموحد إلى حقبة الاستعمار في الهند. حاولوا قبل فترة الراج البريطاني وعن طريق شركة الهند الشرقية أن يعدلوا من الأعراف المحلية الاجتماعية والدينية. حاول اللورد ويليام بنتينك الحاكم البريطاني العام للهند القضاء على ممارسة السُتي -التي تلقي فيها الأرملة المتوفى زوجها بنفسها مع جثة زوجها المتوفى ليحترقا معًا- فأصدر قرارًا بمنع السُتي، ودُعى مرسوم السُتي البنغالي. توسع هذا المنع لاحقًا خارج البنغال فشمل كل المناطق الإنجليزية في الهند.
أكد تقرير محل العقد الخاص الصادر عام 1840 أهمية التوحيد وضرورته في تشريع القانون الهندي، المرتبط بالجرائم والأدلة والعقود، غير أنه أوصى بإبقاء القوانين الشخصية للهندوس والمسلمين خارج هذا التشريع.
ترك البريطانيون هذا الأمر لتضبطه النصوص المقدسة والأعراف المحلية الخاصة بكل جماعة دينية (الهندوس، والمسلمون، والمسيحيون، والبارسيون فيما بعد). طُبِّقت هذه القوانين بواسطة المحاكم المحلية أو نظام الحكم المحلي الذي عُرف باسم بانشاياتي راج «أُسس المجتمع» عند التعامل مع قضايا عادية تنطوي على منازعات مدنية بين أناس ينتمون إلى نفس الدين، ولا تتدخل الدولة إلا في حالات استثنائية. وعلى هذا سمح البريطانيون لعامة الناس في الهند بالاستفادة من الحكم الذاتي في شؤونهم الداخلية الخاصة، إذ وعد إعلان المجلس الخاص المُكرَّم لدى ملكة المملكة المتحدة في عام 1859 بعدم التدخل على الإطلاق في الأمور الدينية. وتنطوي قوانين الأحوال الشخصية على الإرث والتركة والزواج والمراسم الدينية. خضع الشأن العام للقانون البريطاني والأنجلو هندي من جهة الجرائم وشؤون الأراضي وقوانين العقد والدليل، وطُبقت كل هذه على المواطنين كافة بصرف النظر عن ديانتهم.
تفاوتت التفضيلات القانونية المستندة على النصوص المقدسة أو الأعراف الدينية عبر كافة أنحاء البلاد؛ لوجود خلافات في بعض الأحيان داخل العديد من الطوائف سواء الهندوسية أو الإسلامية ذاتها، حدثت حالات من هذا النوع في بعض الجماعات، مثل: السبابجة، والدرافيديين. سمحت جماعة الشودرا -على سبيل المثال- للأرملة أن تتزوج ثانية، الأمر الذي يتعارض تمامًا مع الشريعة الهندوسية المستندة للنصوص الهندوسية المقدسة. حصلت الشريعة الهندوسية على الأفضلية لدى القضاة البريطانيين والهنود على حد سواء بسبب السهولة النسبية في عملية تطبيقها مقارنةً بالشريعة الإبراهيمية، ولخوفهم من معارضة الطبقة العليا من الهندوس. زادت صعوبة التحقيق في كل ممارسة بعينها من ممارسات جماعة ما -في كل حالة على حدة- من صعوبة تنفيذ القوانين العرفية. ازداد الاعتراف بالأعراف والتقاليد الفردية قرب نهاية القرن التاسع عشر، تحبيذًا للرأي العام المحلي.
لم يُطبق قانون الأحوال الشخصية للمسلمين -المستند إلى الشريعة الإسلامية- بنفس الشدة التي طُبقت بها الشريعة الهندوسية. نظرًا لافتقاره إلى التوحيد في عملية تطبيقه في المحاكم الأدنى درجة، وخضوعه لقيود شديدة بسبب الإجراءات البيروقراطية. أدى هذا إلى تطبيق القانون العرفي المستند للشريعة الهندوسية بدلًا منه، الذي كان في كثير من الأحيان أكثر تمييزًا ضد المرأة. كثيرًا ما حُرمت النساء -ولا سيما في شمال الهند وغربها- من وراثة الممتلكات وتسويات المهور، وهي من الحقوق التي نصت عليها الشريعة الإسلامية. نتيجة لضغط النخبة المسلمة، صدر قانون الشريعة لعام 1937 الذي نص على أن جميع المسلمين الهنود تحكمهم القوانين الإسلامية فيما يتعلق بالزواج والطلاق والنفقة والتبني والتركة والوراثة.

### الإصلاحات التشريعية
يوجد تمييز في القانون ضد المرأة بحرمانها من الميراث والزواج من جديد والطلاق. كانت أوضاع النساء -ولا سيما الأرامل والبنات الهندوسيات- متردية بسبب هذه القوانين وغيرها من الأعراف السائدة. كان للإصلاحيين البريطانيين والاجتماعيين أمثال إيشوار شاندرا فيدياساغار دور فعال في منع مثل هذه الأعراف، وقد تمثل ذلك في تمرير الإصلاحات عبر العمليات التشريعية. نظرًا لخوف البريطانيين من معارضة قادة الجماعات المتشددين، لم يخرج من عباءة الأحوال الشخصية الدينية إلى مجال القانون المدني إلا قانون التركة الهندي لعام 1865، الذي كان هو الآخر أحد أول أوائل القوانين التي تكفل الأمن الاقتصادي للمرأة. تضمن قانون الزواج الهندي لعام 1864 إجراءات وإصلاحات إضافية ولكن في الزواج المسيحي فقط.
صدرت إصلاحات في القانون مفيدة للمرأة مثل إعادة زواج الأرملة الهندوسية لعام 1856، وقانون ملكية المرأة المتزوجة لعام 1923، وقانون الميراث الهندوسي (حذف عدم الأهلية) سنة 1928 الذي سمح -في تحول هائل- بحق المرأة الهندوسية في التملك.
كانت الدعوة إلى المساواة في الحقوق بين الجنسين في بداياتها الأولى في الهند في ذلك الوقت، إضافةً إلى أن تردد الحكومة البريطانية زاد من منع إقرار مثل هذه الإصلاحات. أعرب مؤتمر الهند العمومي للمرأة عن خيبة أمله إزاء السلطة التشريعية التي يهيمن عليها الذكور.